# 凤凰财经日报
凤凰财经日报（英语：Phoenix Financial Daily Report），是凤凰卫视资讯台的一档财经类节目，其原名为《股市风向标》，2007年开播，2014年起改名为《凤凰财经日报》，主持人为简福疆，周佳虹及胡胤亦会代班主持。节目精选当天最瞩目的时事议题，内容涵盖财经以及不同界别的重要新闻，并广邀各方专家、财经名人、网络红人等进行连线点评，提供独到精辟的见解。另外亦会就重要议题进行民调，向观众提供全方位的新闻视觉，率先把握时局带来的机遇。
本节目曾於2014年6月至同年年末期間由康恩贝冠名，到2016年至2021年再度獲得冠名，冠名商為山東臨工。

## 播出时间[2]
- 首播：香港時間周一至周五20:30-21:00
- 重播：香港時間周二至周六（次日）02:30-03:00

## 节目内容
节目第一节播出当日沪深港股市变动（如適用）、公布之业绩报告及场内外消息，第二节则邀请各方专家、财经名人、网络红人等进行连线点评。

## 外部連結
- 鳳凰衛視：凤凰财经日报官網（页面存档备份，存于）
- 鳳凰衛視：股市风向标官網（页面存档备份，存于）